# Silvia Cartwright
Dame Silvia Rose Cartwright (Dunedin, 7 de noviembre de 1943) es una jurista neozelandesa que ocupó el cargo de 18 ° Gobernadora General de Nueva Zelanda, de 2001 a 2006. Fue la segunda mujer en ocupar el cargo, después de Dame Catherine Tizard.

## Biografía
Cartwright es una exalumna de Otago Girls 'High School y se graduó de la Universidad de Otago, donde obtuvo su licenciatura en derecho en 1967. En 1989, Cartwright se convirtió en la primera jueza principal del Tribunal de Distrito, y en 1993 fue la primera mujer en ser nombrada miembro del Tribunal Superior.
Cartwright presidió una investigación en 1988 sobre cuestiones relacionadas con el cáncer de cuello uterino y su tratamiento en el Hospital Nacional de Mujeres de Auckland, conocido como Cartwright Inquiry. Cartwright trabajó anteriormente en el Comité para la Eliminación de la Discriminación contra la Mujer y desempeñó un papel importante en la redacción del Protocolo Facultativo de la Convención sobre la eliminación de todas las formas de discriminación contra la mujer.
En 2007, en reconocimiento al trabajo de Cartwright como abogada, la Asociación de Mujeres Abogadas de Auckland estableció una conferencia conocida como la Serie de Conferencias Dame Silvia Cartwright. Cartwright fue designado para ser uno de los dos jueces internacionales en la Sala de Primera Instancia del Tribunal de Camboya por el Consejo Supremo de Magistratura de Camboya.
Varias solicitudes de la Defensa para que se retire de este cargo han sido rechazadas sistemáticamente tanto por la Sala de Primera Instancia como por las Salas de la Corte Suprema por sus méritos.